# Ricardo León Brito
Ricardo León Brito est un footballeur espagnol, né le 8 février 1983 à Santa Cruz de Tenerife. Il évolue au poste de milieu relayeur.

## Palmarès
Vierge